# Крец
Крец (нім. Kretz) — громада в Німеччині, розташована в землі Рейнланд-Пфальц. Входить до складу району Маєн-Кобленц. Складова частина об'єднання громад Пелленц.
Площа — 4,17 км2. Населення становить 710 ос. (станом на 31 грудня 2020).